# Branne (Gironda)
Branne è un comune francese di 1 275 abitanti situato nel dipartimento della Gironda nella regione della Nuova Aquitania.

## Società

### Evoluzione demografica
Abitanti censiti